# 1100

1100(천백)은 1099보다 크고 1101보다 작은 자연수다.

## 수학
- 합성수로, 그 약수는 총 18개다. (1, 2, 5, 10, 11, 20, 22, 25, 50, 55, 100, 110, 220, 550, 1100)
  - 1100의 진약수의 합은 1504이므로, 1100은 과잉수다.
- {\displaystyle 1100=10^{2}+18^{2}+26^{2}}
  - 공차가 8인 세 자연수의 제곱합으로 나타낼 수 있는 가장 작은 네 자리 수다. 이 성질을 지닌 앞의 수는 995, 다음 수는 1211이다.
- {\displaystyle 1100=8^{2}+9^{2}+10^{2}+11^{2}+12^{2}+13^{2}+14^{2}+15^{2}}
  - 연속하는 자연수 8개의 제곱합으로 나타낼 수 있으며, 이 성질을 지닌 앞의 수는 924, 다음 수는 1292이다.
- {\displaystyle 43^{4}-1}은 1100으로 나누어떨어진다.

## 과학·기술
- NGC 1100(영어판): 에리다누스자리 방향에 있는 나선은하.
- 노키아 1100(영어판): 노키아의 휴대 전화.
- 피아트 1100(영어판): 피아트의 자동차.

## 교통
- 1100계(일본어판): 일본에서 숫자 1100을 사용하는 철도 차량들을 일컫는 용어.

## 문화유산
- 대한민국의 보물 제1100호: 상지은니불설보우경 권2

## 기타
- 연도: 1100년, 기원전 1100년
- 1100년대

## 같이 보기
- 1000